# Brooklyn Eagle
«Brooklyn Eagle», первоначально «The Brooklyn Eagle, and Kings County Democrat» — ежедневная газета, выходившая в Бруклине (Нью-Йорк, США) с 26 октября 1841 по 29 января 1955 года, а также с 1960 по 1963 год.
Основана Айзеком Ван Анденом и Генри Крузом Мерфи как временный политический форум перед выборами в 1842 году. Но в итоге издание просуществовало 114 лет. Выход газеты прекратился в 1955 году из-за продолжительной забастовки Нью-йоркской газетной гильдии (англ. New York Newspaper Guild).
У «Brooklyn Eagle» были свои офисы в Бруклине, Нью-Йорке, Вашингтоне, Париже и Лондоне.
Редакторами газеты были Уолт Уитмен (1846—1848), Кинселла, Томас (1861—1884), Эндрю Маклин (1884—1886), Сент-Клер МакКелвей, Кливленд Роджерс, Фрэнк Д. Шрот и Чарльз Монтгомери Скиннер.
Газета публиковала хронику международных и национальных событий, а также местные новости о повседневной жизни Бруклина.
«Brooklyn Eagle» сильно повлияла на самоопределение Бруклина, который был отдельным городом до объединения с Нью-Йорком в 1898 году. В публикациях газета отстаивала строительство Бруклинского моста, ставшего символом гордости города.

## Изменения названия газеты
1 июня 1846 года газета добавила «Daily» к своему названию «The Brooklyn Eagle, and Kings County Democrat». 14 мая 1849 года название сократили до «The Brooklyn Daily Eagle», а 5 сентября 1938-го — до «Brooklyn Eagle».
В 1996 году, название «Brooklyn Daily Eagle» начала использовать местная газета «The Brooklyn Daily Eagle & Daily Bulletin».

## Архив
Бруклинская публичная библиотека поддерживает онлайн-архив выпусков «Brooklyn Eagle» с 1841 по 1955 года. Архив был куплен Ancestry.com для их сайта newspapers.com. Материал предоставляется посетителям сайта без подписки.